# Apsida (astronomie)

Apsidy oběžné dráhy kolem Země

Apsida je bod eliptické oběžné dráhy kosmického tělesa, v němž se těleso nachází buď nejblíže k centrálnímu tělesu – řecká předpona peri-, česky pří-, nebo nejdále od něj – předpony apo-, od-. Nejbližší bod k centrálnímu tělesu se obecně nazývá periapsida nebo perifokus, nejvzdálenější od centrálního tělesa se nazývá apoapsida nebo apofokus.
Pojmy pericentrum a apocentrum označují body nejbližší a nejvzdálenější k těžišti soustavy. Tyto body nejsou zcela identické s apsidami, ale často se s nimi zaměňují.

## Názvosloví pro různé objekty
Pro oběžné dráhy kolem specifických centrálních těles mají tyto body svoje zvláštní názvy, shrnuté v připojené tabulce. Spojnice apsid se nazývá přímka apsid.
| Centrální těleso | Periapsida (nejbližší bod)                   | Apoapsida (nejvzdálenější bod)           |
| ---------------- | -------------------------------------------- | ---------------------------------------- |
| Země             | perigeum (přízemí)                           | apogeum (odzemí)                         |
| Měsíc            | periselenium pericynthion perilun perilunium | aposelenium apocynthion apolun apolunium |
| Slunce           | perihel perihélium (přísluní)                | afel afélium (odsluní)                   |
| Venuše           | pericytherion                                | apocytherion                             |
| Mars             | periareon periareum                          | apareon apoareum                         |
| Jupiter          | perijov perijovium                           | apojov apojovium                         |
| Saturn           | perikron perikronium perisaturnium           | apokron apokronium aposaturnium          |
| hvězda           | periastron                                   | apoastron/apastron                       |
| střed Galaxie    | perigalaktikum                               | apogalaktikum                            |
| černá díra       | peribothon                                   | apobothon/apbothon                       |

## Vlastnosti
Pro jednotlivé apsidy platí následující vztahy:
- rychlost obíhajícího tělesa v periapsidě je největší a je rovna {\displaystyle v_{\mathrm {per} }={\sqrt {\frac {(1+e)\mu }{(1-e)a}}}\,}
- vzdálenost periapsidy od těžiště soustavy je rovna {\displaystyle r_{\mathrm {per} }=(1-e)a\!\,}
- rychlost obíhajícího tělesa v apoapsidě je nejmenší a je rovna {\displaystyle v_{\mathrm {ap} }={\sqrt {\frac {(1-e)\mu }{(1+e)a}}}\,}
- vzdálenost apoapsidy od těžiště soustavy je rovna {\displaystyle r_{\mathrm {ap} }=(1+e)a\!\,}

kde:
- {\displaystyle a\!\,} je velká poloosa
- {\displaystyle e\!\,} je excentricita čili výstřednost dráhy
- {\displaystyle \mu \!\,} je gravitační parametr centrálního tělesa

## Stáčení periapsidy
V idealizovaném případě, kde uvažujeme pouze 2 hmotné body a Newtonovskou gravitaci působící mezi nimi, se polohy obou apsid v čase nemění. Pokud máme eliptickou orbitu, její tvar se nemění a orbita je uzavřená. Toto zachování plyne přímo z tvaru gravitačího potenciálu v Newtonově gravitačním zákonu. Zachování vyplývá pomocí teorému Noetherové ze skryté symetrie Keplerovy úlohy a lze jej dokázat pomocí Laplaceova-Rungeho-Lenzova vektoru, jehož směr se zachovává a zároveň je rovnoběžný se spojnicí apsid.
Pro ne-newtonovské potenciály se apsidy obecně stáčejí v čase. Orbity tak nejsou uzavřené a poloha apsid se posouvá s každou orbitou. V reálných situacích na orbity planet působí gravitace dalších těles, což způsobuje stáčení jejich orbit. Tento posun se nazývá precese. Ve sluneční soustavě lze téměř všechny precese apsid přiřknout vzájemné interakci planet.
V okolí silných gravitačních polí přestává být Newtonův gravitační zákon dobrým popisem gravitačního pole a pro jeho popis musíme použít obecnou teorii relativity. V rámci obecné relativity se kvůli křivosti prostoru orbita neuzavře a při oběhu kolem centrálního tělesa se vždy vyskytuje posun apsid ve směru obíhání. Ve sluneční soustavě se vyskytují pouze slabá gravitační pole a jejich odchylka od Newtonova zákona je malá. Posun apsid způsobený relativistickými vlastnostmi pole je ve sluneční soustavě většinou zanedbatelný. 
Jedině pole Slunce je dostatečně silné na to, aby vznikl alespoň pozorovatelný efekt na orbitu planety. Například celková precese orbity Merkuru je 5600 úhlových vteřin za století. Pokud jsou započteny příspěvky gravitace ostatních planet, činí zbytková precese 43 úhlových vteřin za století. Právě tolik odpovídá příspěvku z chyby v Newtonovském popisu gravitace. Merkur je nejblíže Slunci a působí tak na něj nejsilnější pole. V okolí ostatních planet je křivost prostoru mnohem menší a nehraje proto nijak velkou roli.
Vysvětlení stáčení perihelia Merkuru mělo velký význam pro přijetí obecné teorie relativity. Precese orbity Merkuru je během jedné orbity jen těžko pozorovatelná, ale posuny se s časem sčítají a během staletí byli astronomové schopni změřit skutečnou hodnotu velice přesně.